# Port Douglas (Queensland)
Port Douglas ist eine kleine Stadt mit 3.650 (2016) Einwohnern, etwa 60 km nördlich von Cairns, Queensland, Australien.
Bedingt durch die Nähe zum Great Barrier Reef lebt sie hauptsächlich vom Tourismus. Es gibt zahlreiche Hotels und Resorts und viele Restaurants. Etwa 30 Minuten nördlich von Port Douglas liegt der Daintree-Nationalpark, der über eine kleine Autofähre zu erreichen ist. Weiter nördlich kann man mit einem normalen Fahrzeug bis Cape Tribulation weiterfahren. Von dort besteht die Möglichkeit, Cooktown mit einem Allradfahrzeug zu erreichen. Mit einem der vielen Segel- oder Motorboote lassen sich vom Hafen aus in etwa einer Stunde die von Riffen umgeben Low Islands erreichen. 
Auch das Nachtleben des kleinen Ortes hat für jeden Geschmack etwas zu bieten. Besonders bekannt ist die Iron Bar in der Macrossan Street. Nach einjähriger Renovierungszeit sind hier die beliebten Cane Toad Races 3-mal die Woche zu erleben.
Am 4. September 2006 starb der australische „Crocodile Hunter“ Steve Irwin bei Dreharbeiten zu der Tierdokumentation The Ocean’s Deadliest an der Küste von Port Douglas durch den Stich eines Stachelrochens.

## Geschichte
Port Douglas wurde 1877 gegründet, da Goldvorkommen in der Region entdeckt wurden. Der Ortsname ist auf den damaligen Premierminister, John Douglas, zurückzuführen. In den folgenden Jahren kam es zu einem schnellen Populationsanstieg. Geschäftsleute, Regierungsinstitutionen und Banken zogen aus der Umgebung von Cairns nach Port Douglas. Immer mehr Farmen wurden errichtet, die sich auf den Anbau von Bananen, Reis, Mais und süßen Kartoffeln spezialisierten. Bis 1882 zählte der Ort schließlich 14 Hotels und rund 12.000 Einwohner. Durch den Bau der Eisenbahnstrecke zwischen Cairns und Kuranda im Jahre 1885 stagnierte die Entwicklung von Port Douglas. Wegen des vermehrten Zuckerrohranbaus in den 1890er Jahren stabilisierte sich die Wirtschaft wieder. Am 16. März 1911 wütete ein Zyklon in der Region und zerstörte zahlreiche Gebäude. 1933 wurde der Captain Cook Highway eröffnet. Dieser stellt bis heute den wichtigsten Transportweg nach Cairns dar. Bis der Tourismus in den 1970er Jahren in Port Douglas Fuß fasste, lebten die zeitweise 100 Bürger hauptsächlich vom Fischfang. 1984 wurde der Cairns Airport eröffnet, was dem Tourismus in Port Douglas sehr zugutekam. 1996 besuchte Bill Clinton mit seiner Frau Hillary Clinton den Urlaubsort. Heute ist Port Douglas ein beliebtes Reiseziel für nationale und internationale Besucher. Besonders in den Wintermonaten Mai bis Oktober kann sich die Population durch den Touristenandrang verdoppeln.

## Bilder

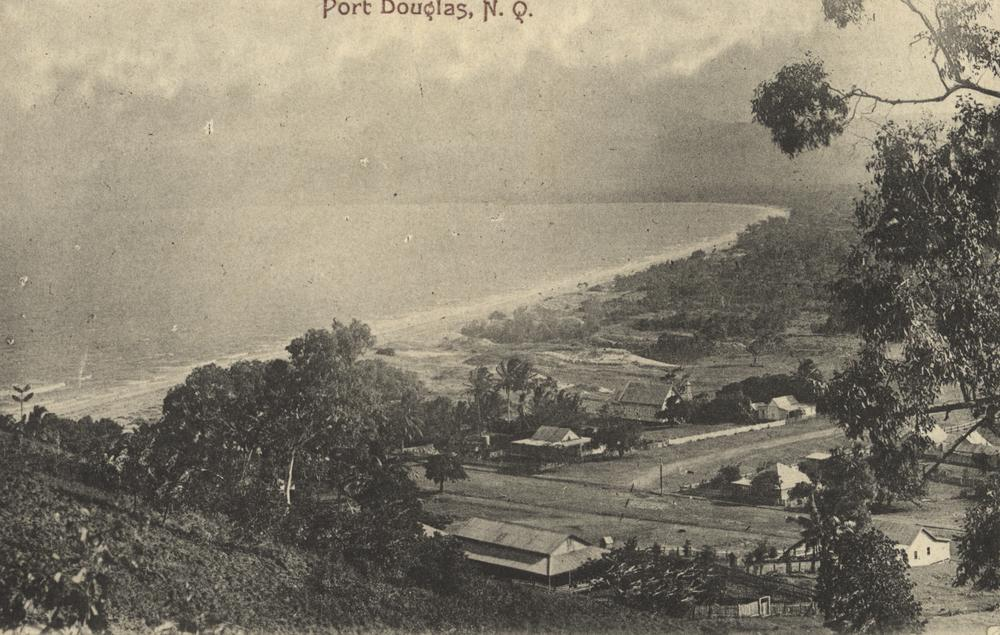
Blick auf Port Douglas und Ocean Beach, ca. 1908
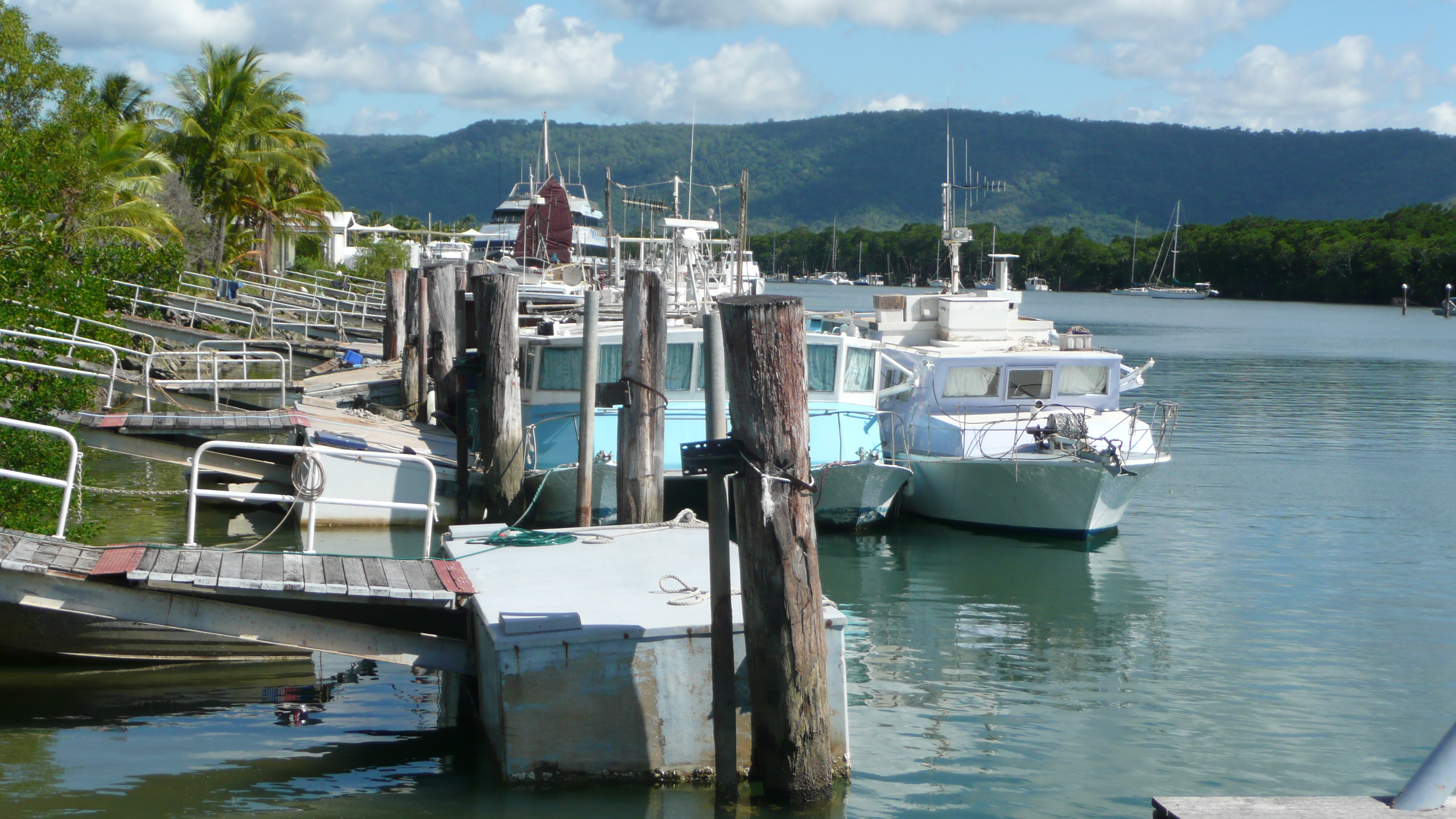
Hafen in Port Douglas
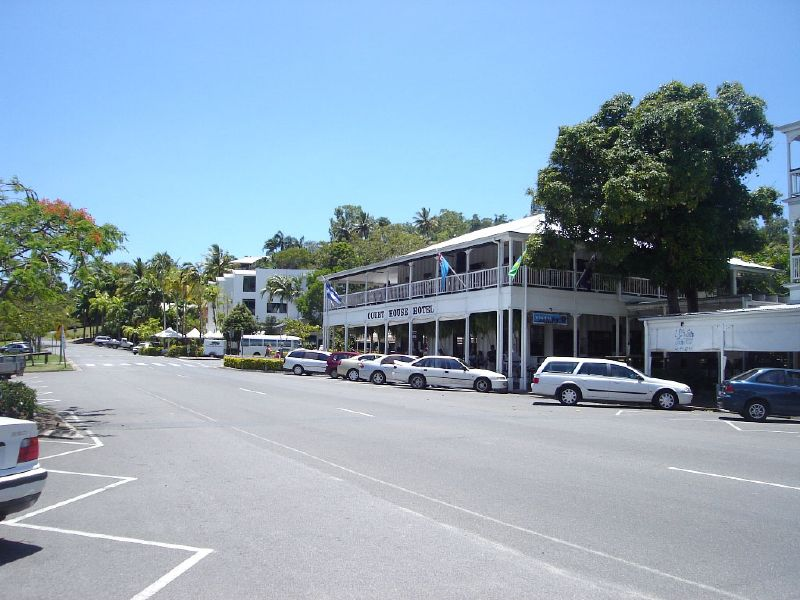
Court House Hotel
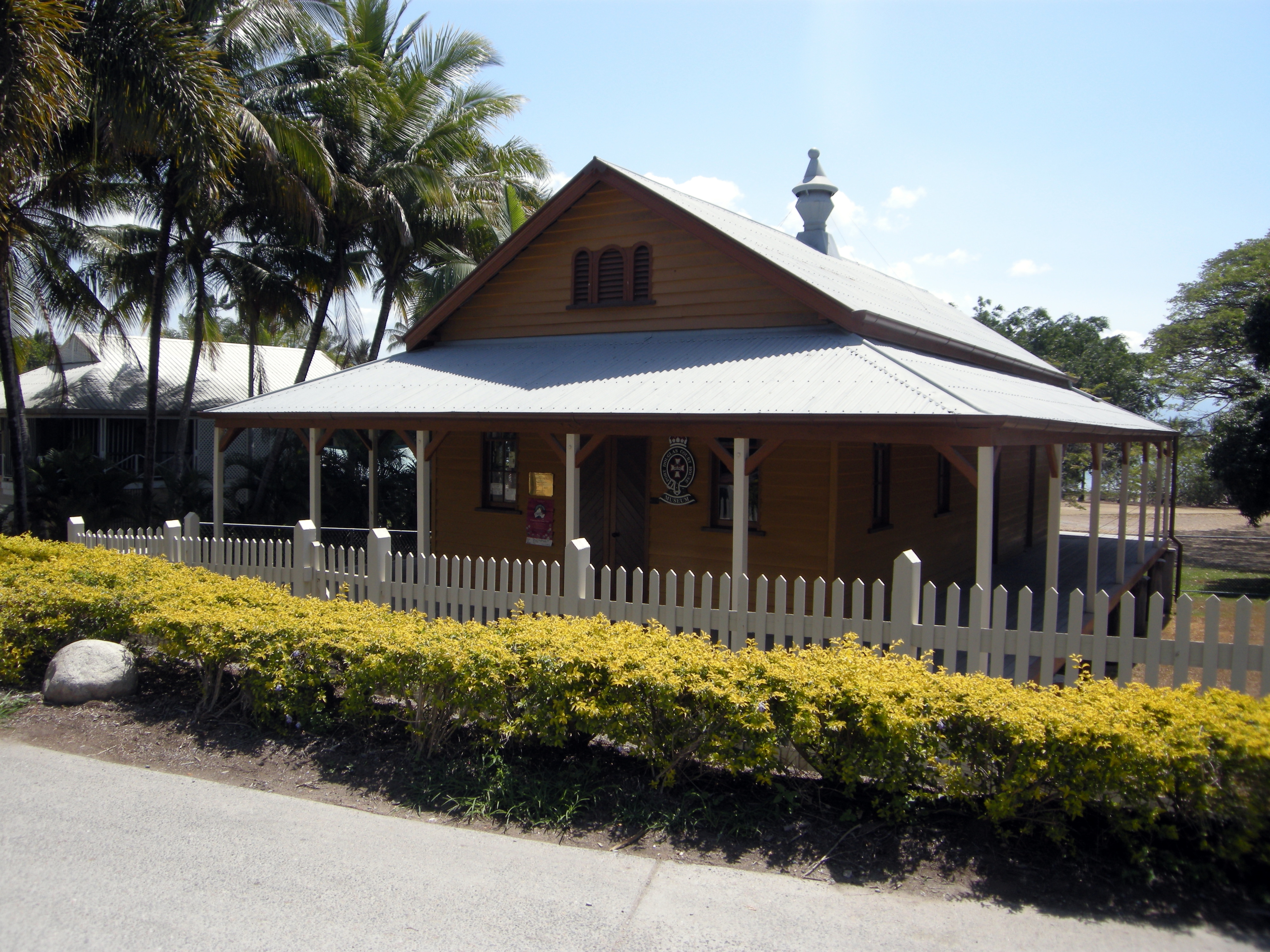
Altes Gerichtshaus
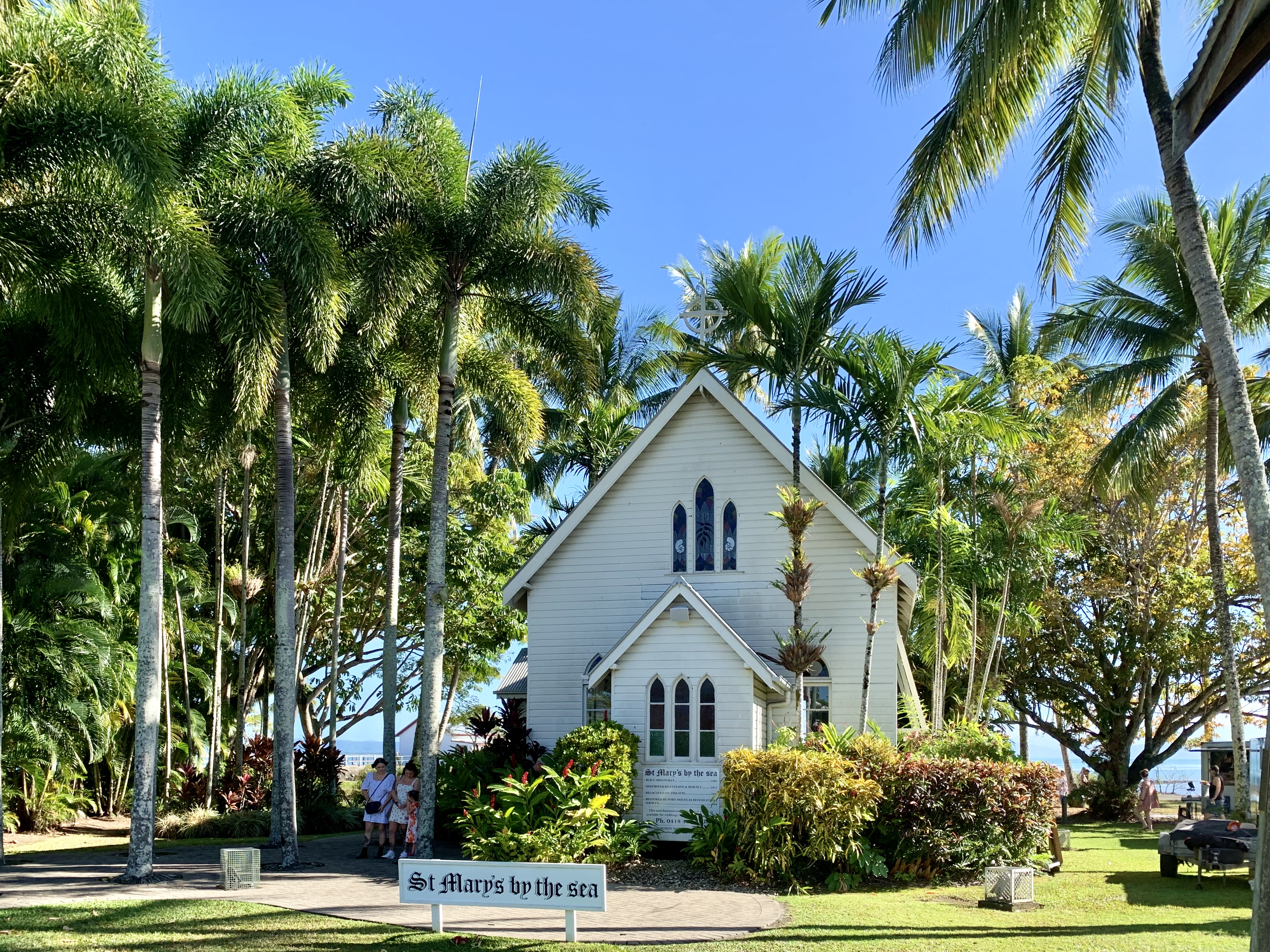
Kirche St. Mary's by the Sea